# 裸足の医者

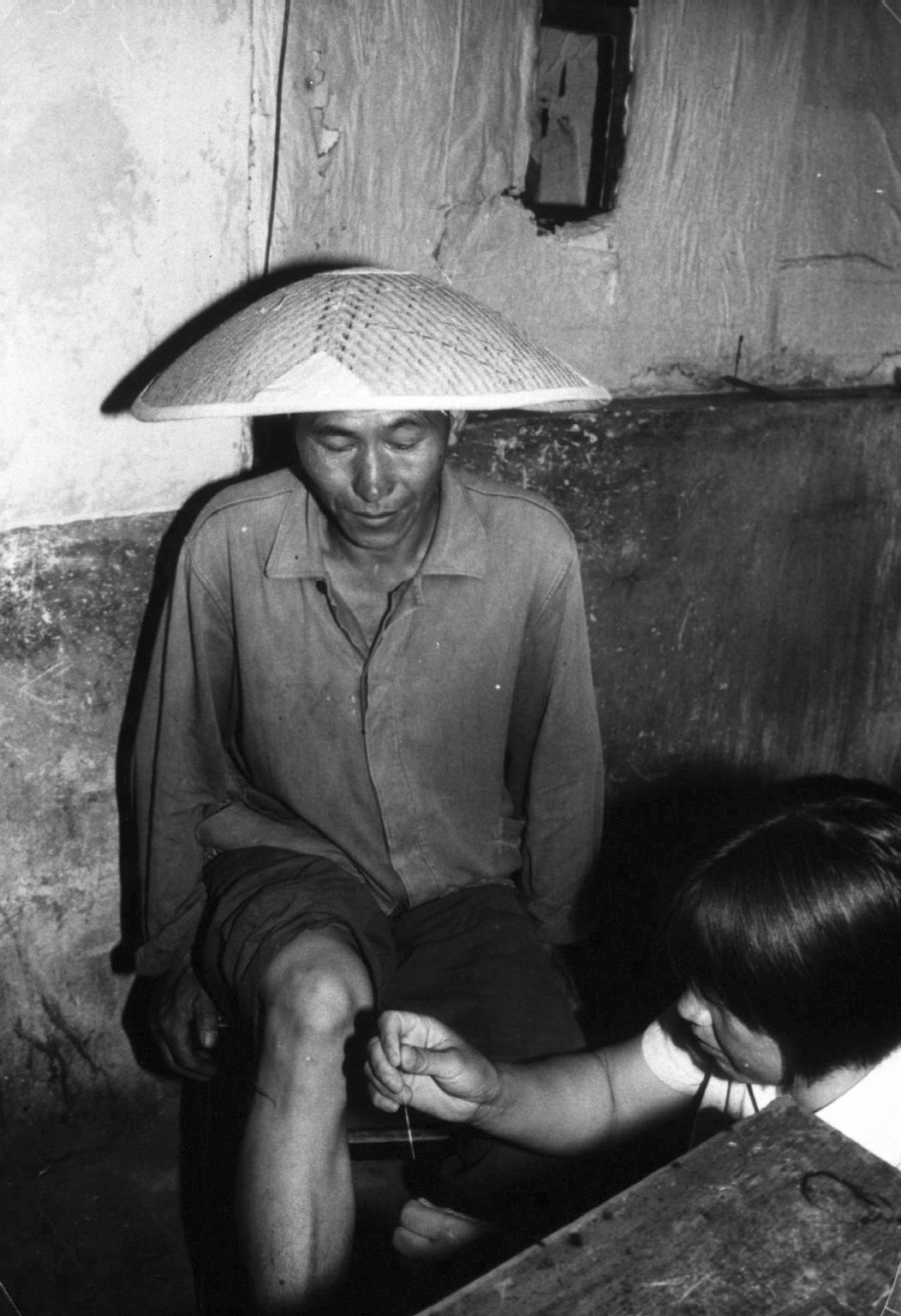
針灸医療を行なっている裸足の医者。

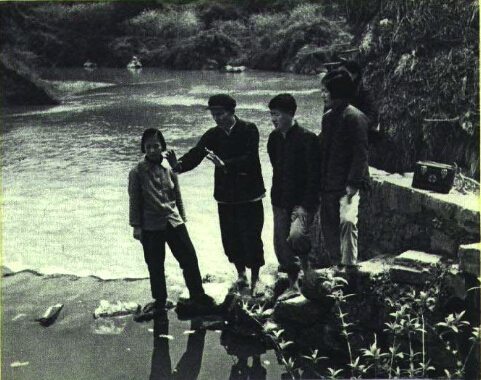
湖南省西部の農村を巡回中の巡邏医療隊（1966年）

裸足の医者（はだしのいしゃ、中国語: 赤脚医生、拼音: chìjiǎoyīshēng、英語: Barefoot doctor）は、1960年代から1980年代にかけての中華人民共和国の農村において、最小限の基本的な医学および救急医療の訓練を受け、「医者」として働いていた農民。正式には「郷村医生」と呼ばれていた。

## 概説
「裸足の医者」の目的は、都市の訓練を受けた医師が定住しない農村地域に医療をもたらすことにあった。彼らは基本的な衛生、予防医療、家族計画を促進し、一般的な病気を治療した。この名称は、田畑で裸足で働くことが多い中国南部の農民に由来している。
背景には、1930年代の農村復建運動で、全国的に調整されたシステムの一部として、基本的な健康維持の訓練を受けた村の医療従事者を養成してきた事情があった。
1965年6月26日に毛沢東が発表した指示の中では、当時の医療制度の都市的偏見が批判され、農村人口の幸福により大きな焦点を当てた制度が求められた。この演説の後、中国の健康政策は急速に変化し、1968年に「裸足の医者」プログラムが国家政策に統合されていった。これらのプログラムは「農村協同医療系統」（RCMS）と呼ばれ、農村部の保健サービスの提供に地域社会の参加を含めるよう努力した。裸足の医師は文化大革命の一部となり、西洋風の訓練を受けた医師が主流の衛生部の影響を根本的に減少させた。
1975年末には、中国全土の裸足の医者は150万人を超える人数に達した。
文化大革命終了後の改革開放の流れの中、裸足の医者に対する政治的支持が失われ、1980年代にはそれまでのシステムが崩壊して、農民の医療危機は大幅に増加した。

## その他の地域での「裸足の医者」
- 日本統治下の台湾では、「台湾医術規則」附則の規定に「現地医師（中国語版）」として、「裸足の医者」に似た制度があった。1941年には「台湾医師考試（試験）規則」も制定されて、現地医師は「乙種医師」と名称を変えている。